# Eriksbergs industriområde
| Eriksbergs industriområde norra del (t.v.) och södra del, vy från Botkyrkabacken, 2016 |  | Eriksbergs industriområde norra del (t.v.) och södra del, vy från Botkyrkabacken, 2016 |
| Eriksbergs industriområde norra del (t.v.) och södra del, vy från Botkyrkabacken, 2016 |  |                                                                                        |

Eriksbergs industriområde är ett industri- och storhandelsområde som ligger söder om Södertäljevägen (motorvägen E4/E20, trafikplats Hallunda) och väster om Hågelbyleden i norra delen av Botkyrka kommun, Stockholms län. I väster begränsas Eriksbergs industriområde av Botkyrkabacken.

## Historik
I generalplanen 1967 för Norra Botkyrka reserverades mark för ett industri- och serviceområde kallat Eriksbergs industriområde. Området började bebyggas i början av 1970-talet. Till grund låg en skiss till områdesplan som hade upprättats i december 1970. Under 1970-talet utarbetade kommunen fem stadsplaner, men ingen av dem vann laga kraft. På 1980-talet undersöktes möjligheter till expansion av Eriksbergs industriområde huvudsakligen mot norr och syd. Mot väst finns ett känsligt kulturlandskap, varför ingen utökning i den riktningen önskades. År 1984 utarbetades en skiss till områdesplan som sedermera fastställdes i en detaljplan som skulle knuta samman industriområdet med bostadsbebyggelsen i Alby. I detta område etablerade sig flera stormarknader.

## Området idag
Eriksbergs industriområde kan nås via två infarter från Hågelbyleden, en norra och en södra. Huvudgatan inom området heter Kumla gårdsväg som har sitt namn efter Kumla gård. Gården låg mellan nuvarande industriområdet och motorvägen E4/E20 och revs i slutet av 1960-talet. Kumla gårdsväg  sträcker sig genom hela området och delar det i en norra och en södra del. I norra delen ligger flera stormarknader som Biltema, Bauhaus, Rusta och ICA Maxi. Här finns även en liten rest av Göta landsväg i form av en stenvalvsbro och i närheten påminner en minnesplats om Svartlösa tingsplats, som grundades i mitten av 1200-talet.

### Bilder, norra delen

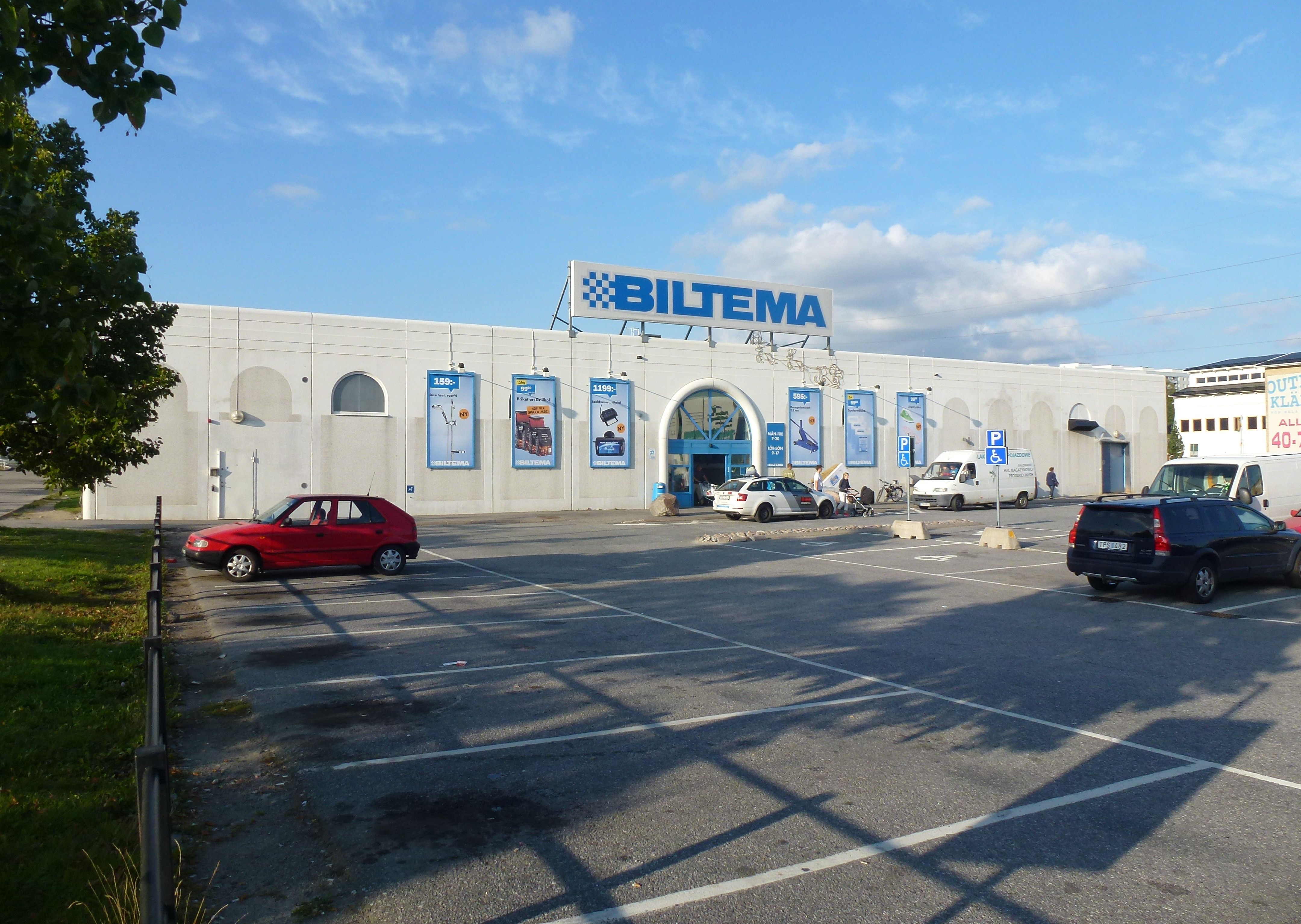
Biltema
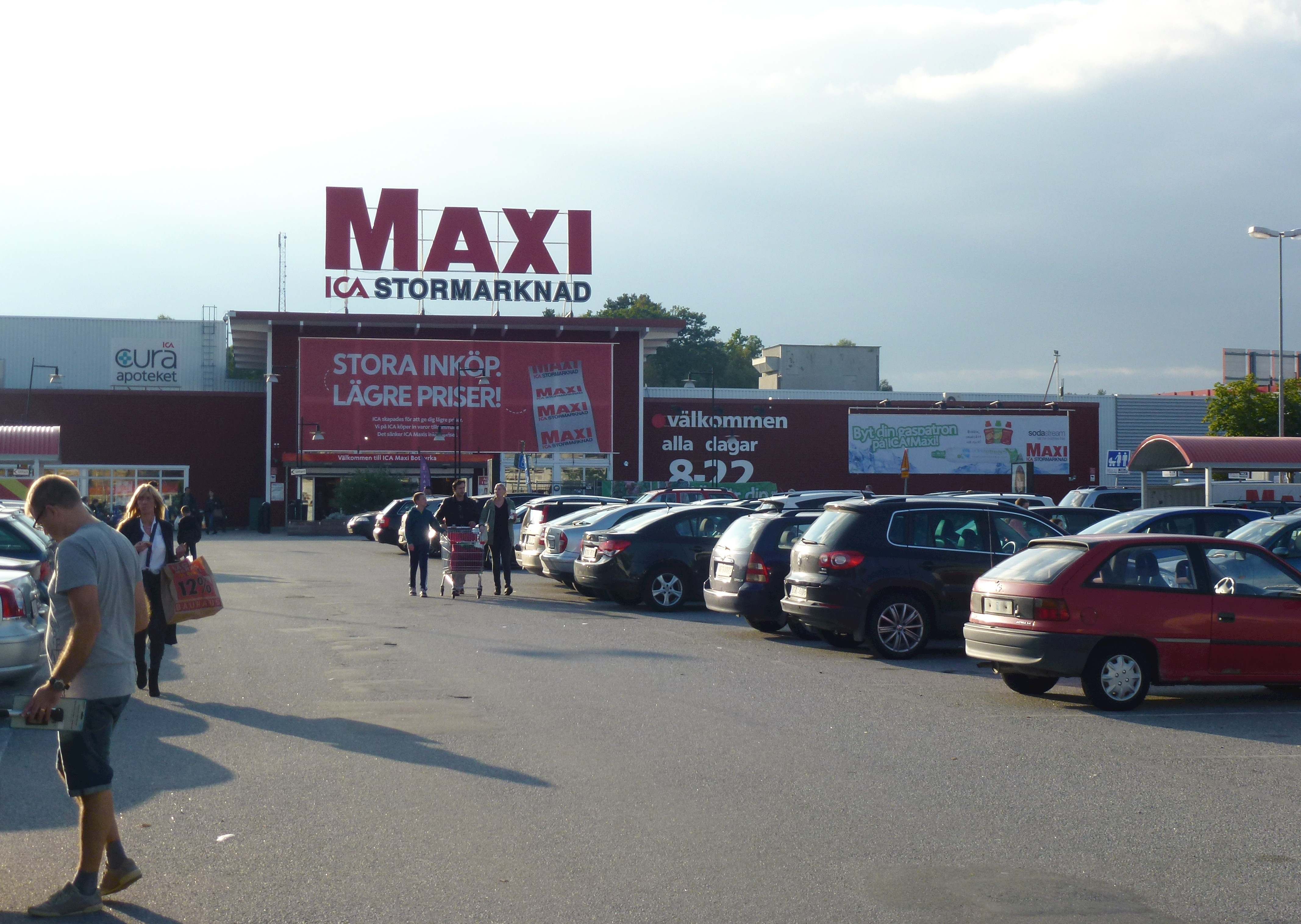
ICA Maxi
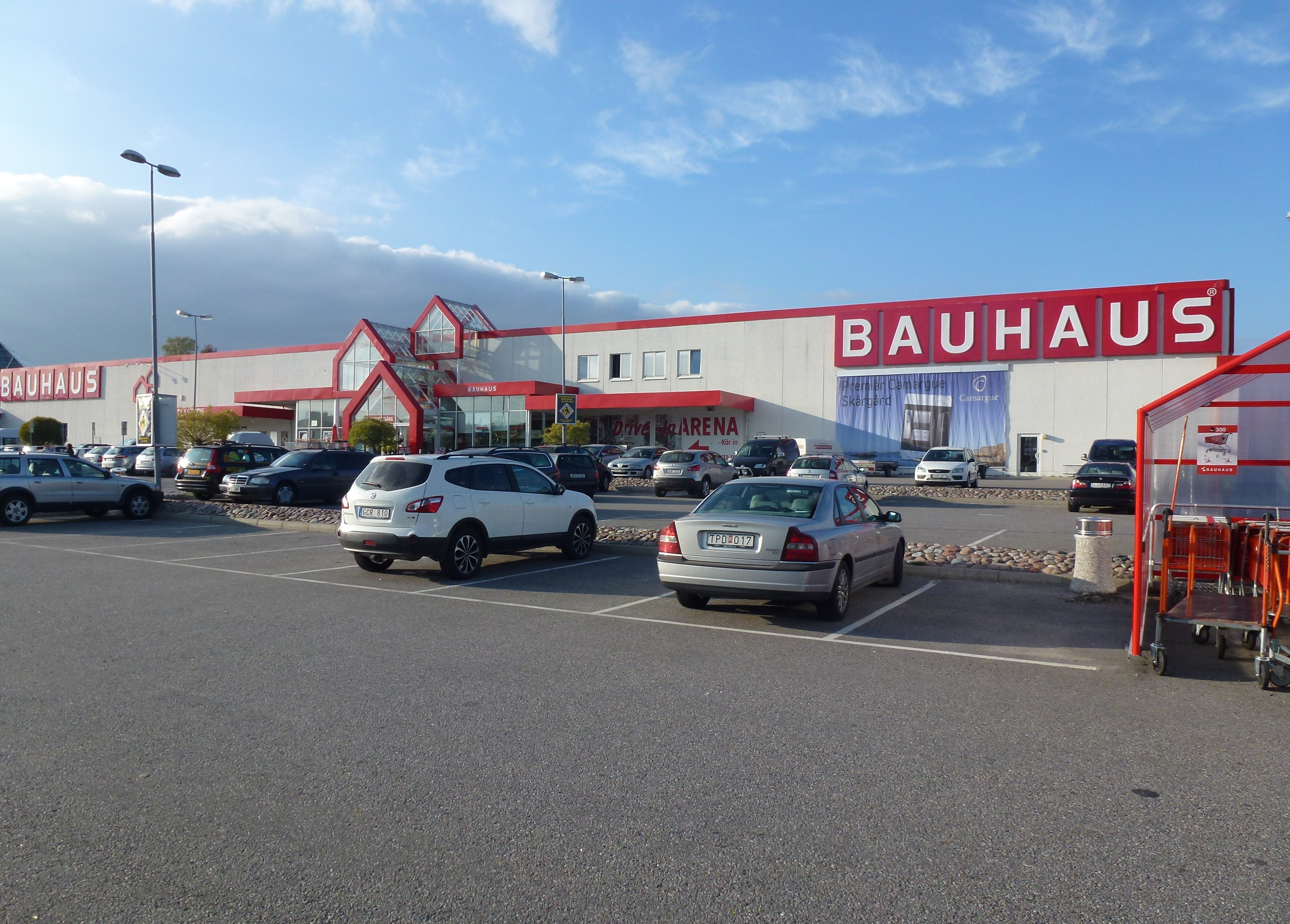
Bauhaus
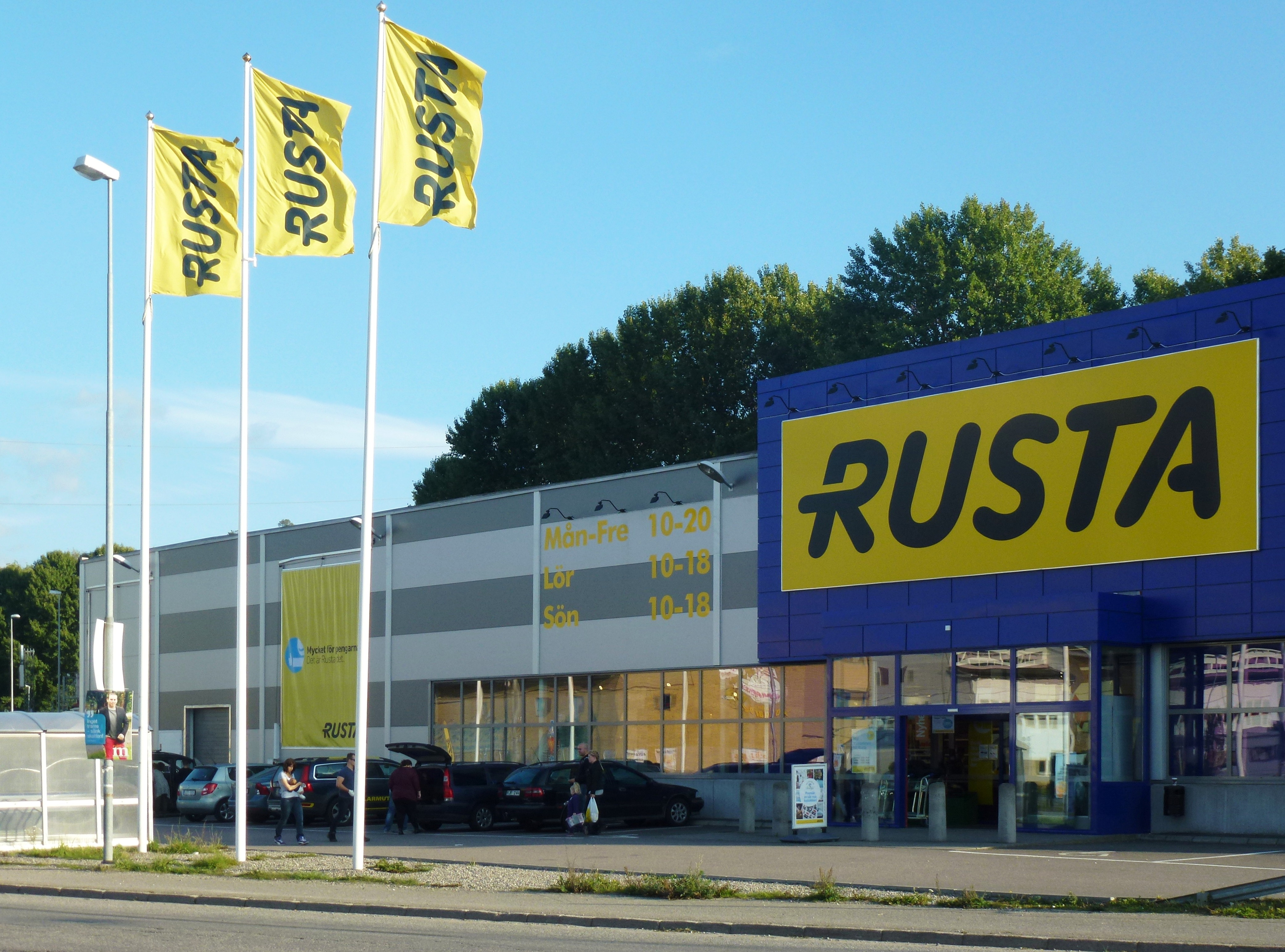
Rusta

I södra delen  finns ett stort antal företag i varierande branscher bland annat  transportjänster, tvätteriverksamhet, metallindustri, elektronikindustri, byggverksamhet, motorfordon, partihandel och livsmedelshandel. I södra delen ligger även en av SL:s bussdepåer.

### Bilder, södra delen

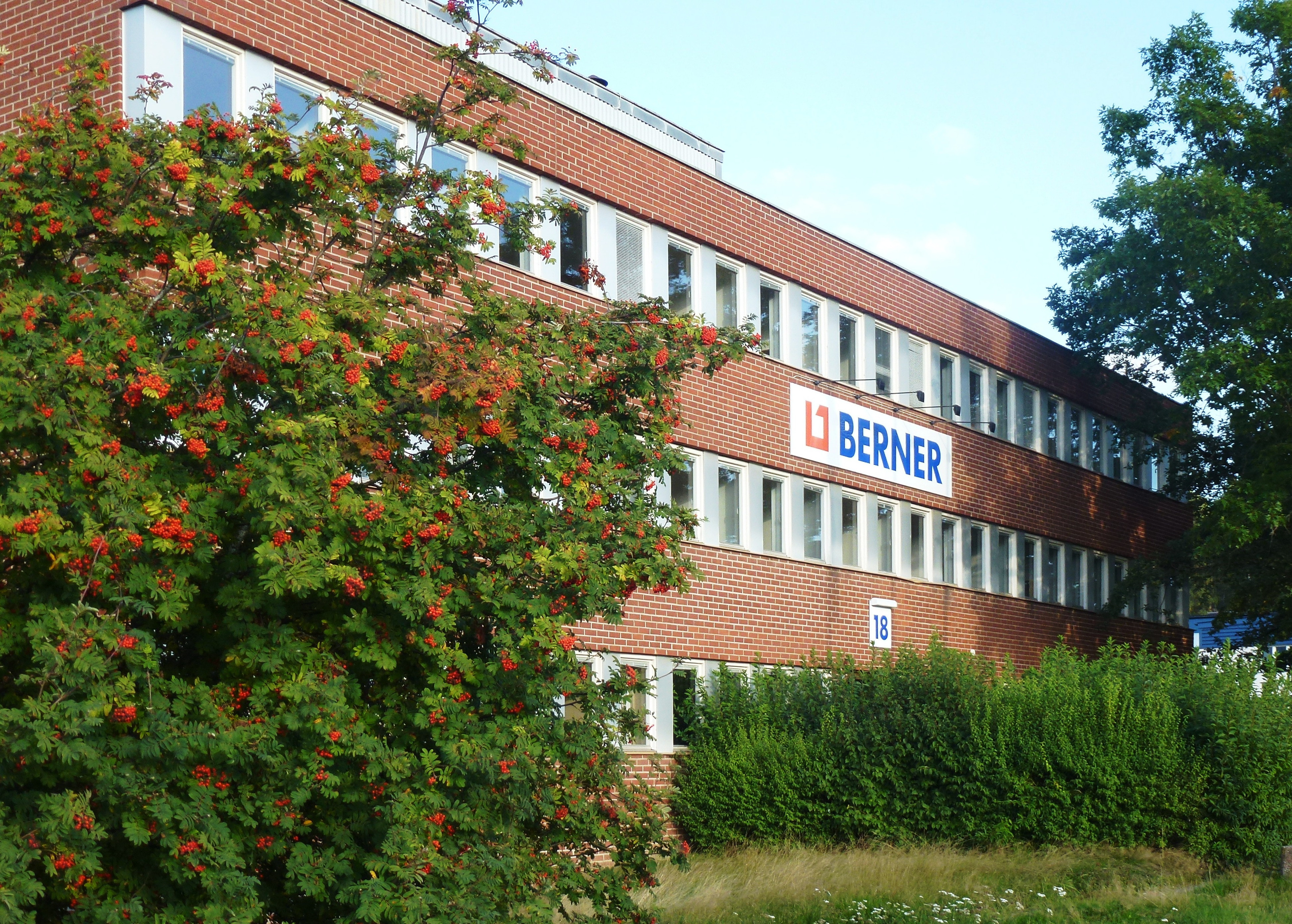
Berner
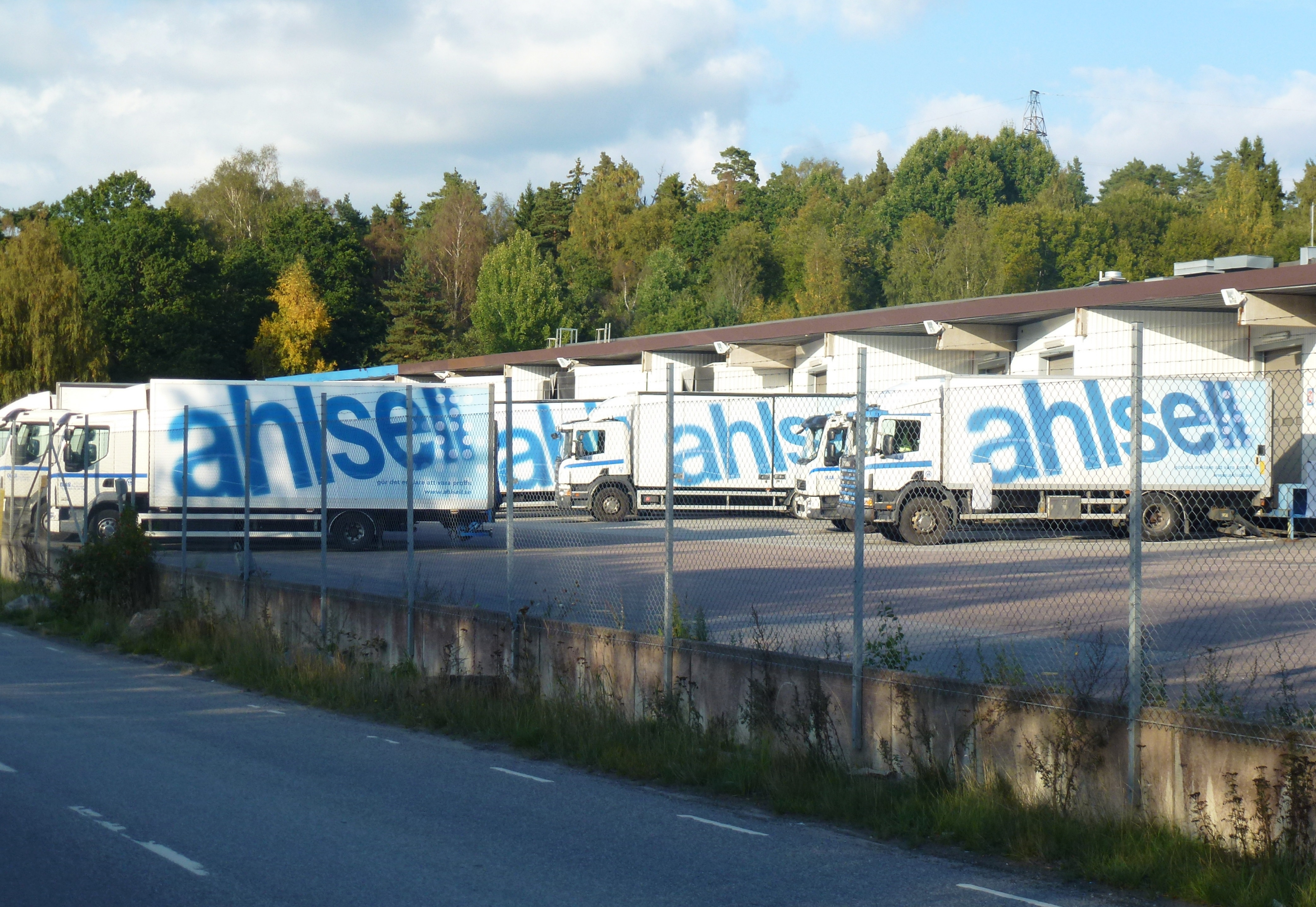
Ahlsell
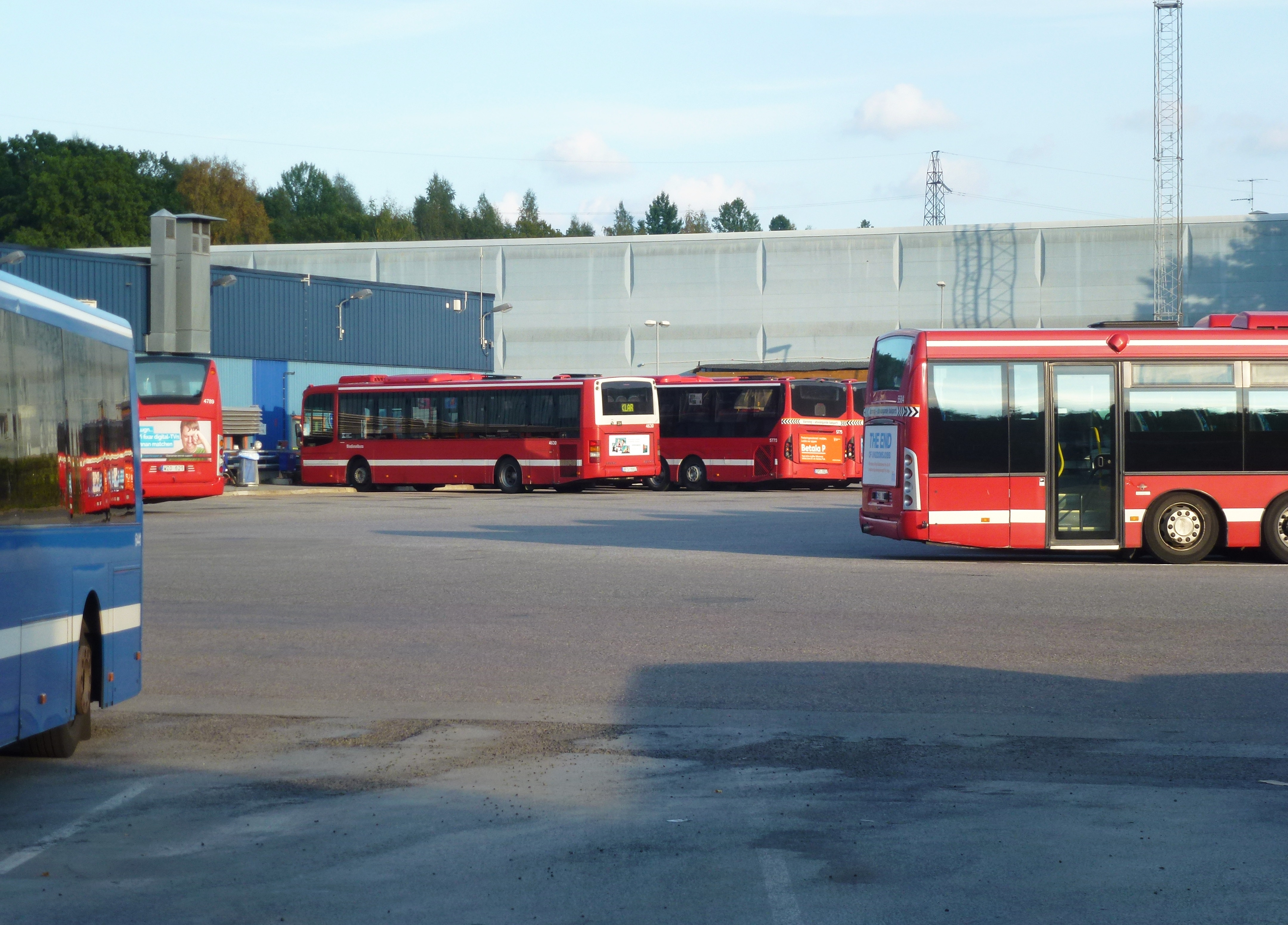
Bussdepån
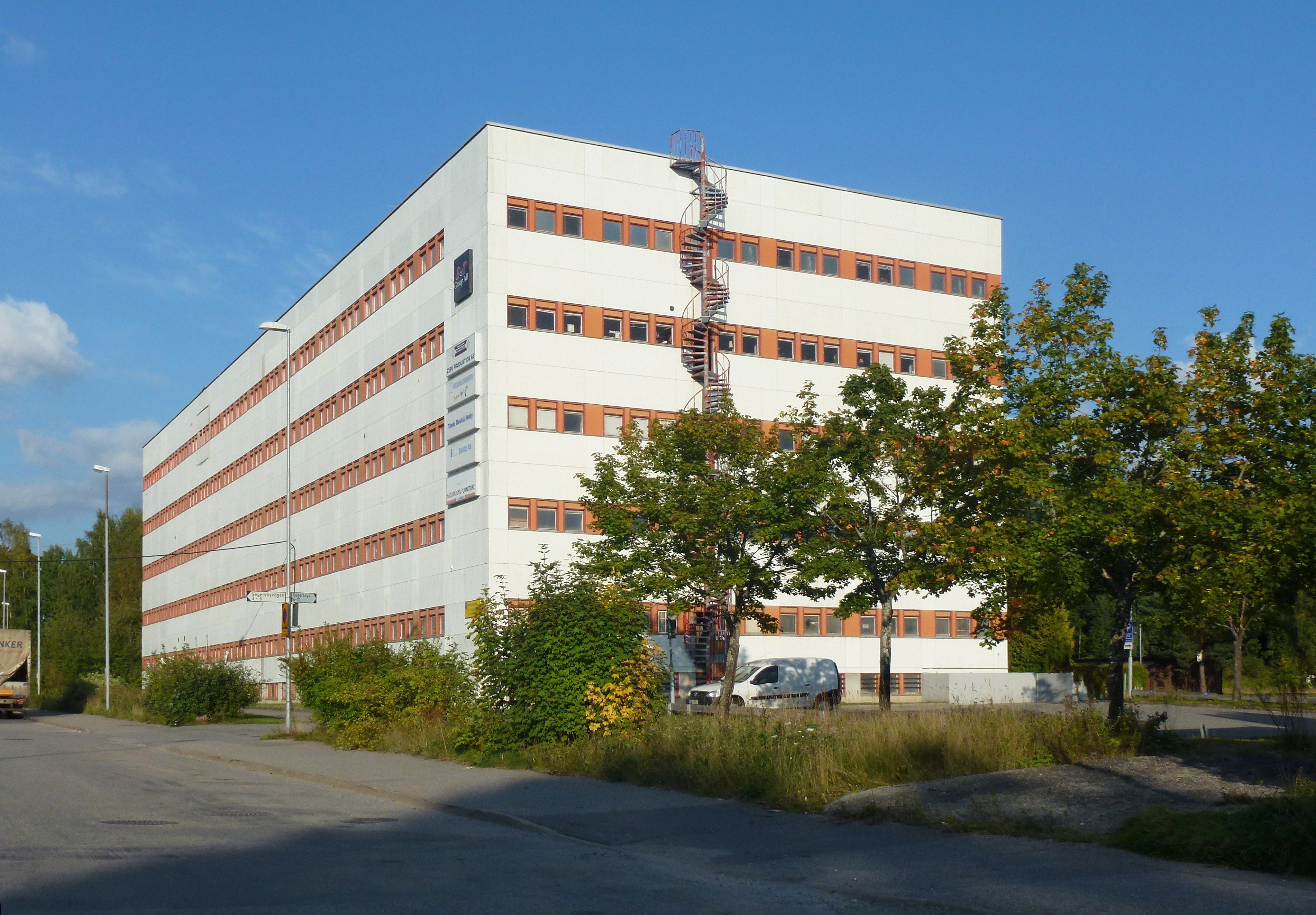
Segersbyvägen 4-6

## Utvidgning
År 2005 antogs ett detaljplaneprogram för utvidgning av Eriksbergs industriområde mot öst med cirka 26 hektar. Området består idag av en skogsbacke som ligger mellan Hågelbyleden och den befintliga delen av industriområdet. I området finns även en fornlämning.